# 台灣高速公路限制摩托車行駛

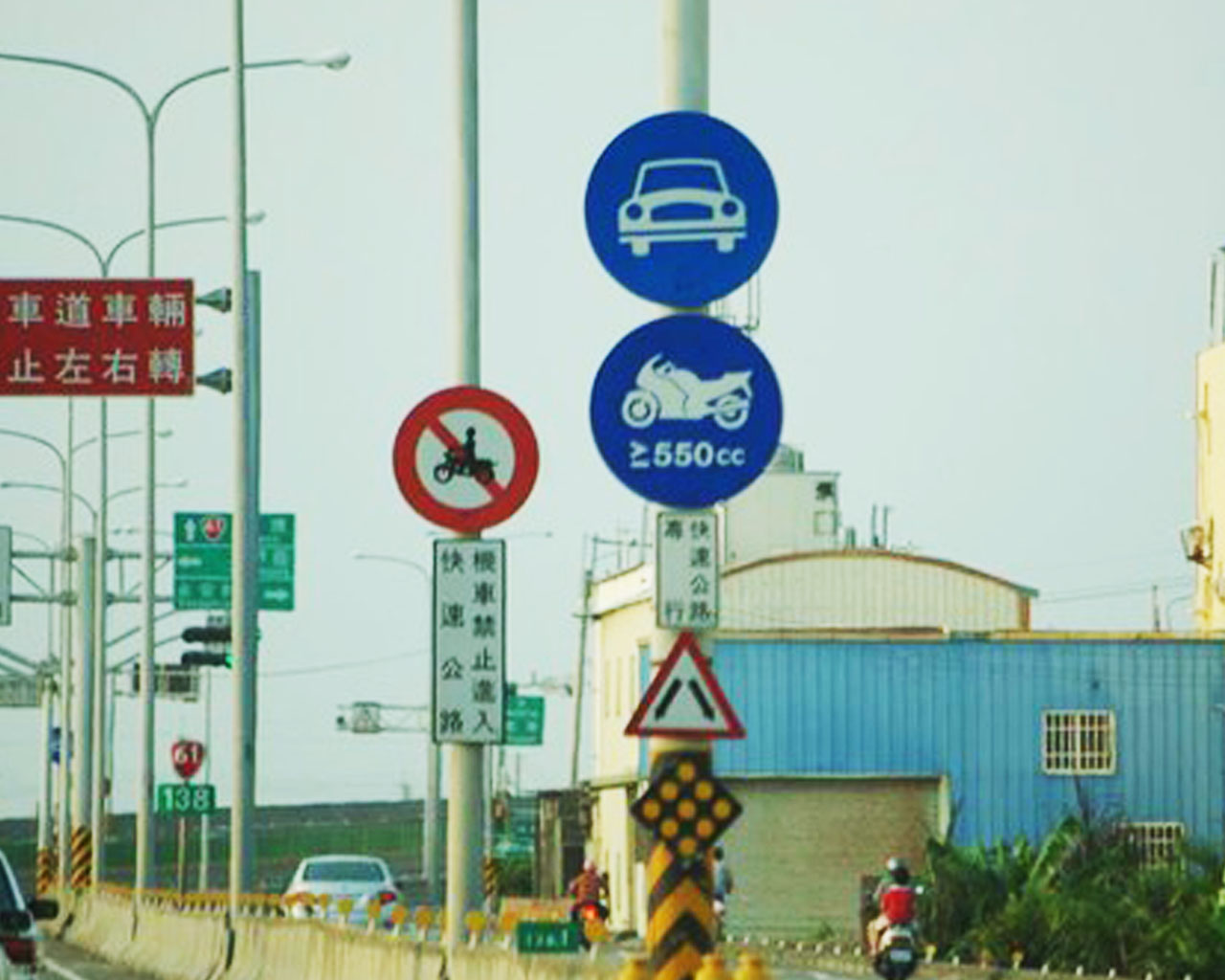
快速公路入口設置的禁止機車進入標誌、汽車專用標誌及550cc以上機車專用標誌(2007年~2012年)

中華民國高速公路限制機車行駛是在中華民國國道上限制機車行駛的制度，包含國道高速公路與快速公路限制機車行駛。

## 相關法律
- 道路交通管理處罰條例第92條[1]

## 歷史

### 背景
- 1964年5月2日：中華民國第一條全封閉式道路：麥克阿瑟公路開通起中華民國政府明文規定禁止乙種車輛（未滿50CC以下摩托車、人力車等）行駛。[2]甲種車輛如繳交牌照稅取得號牌，視同小汽車得以行駛麥帥公路。交通工具種類依1962年2月3日之使用牌照稅法第六條規定區分為：(1)車：機器行駛者：分乘人小汽車、乘人大汽車、載貨大汽車、載客或載貨機動三輪車、機器腳踏車五類車輛。[3]
- 1968年：將甲種摩托車併入乙種摩托車。故甲種摩托車無法行駛麥帥公路。
- 1974年4月10日：為了補足法源，公布法令正式禁止機車行駛高速公路。[4]

### 世貿承諾與國際關切
- 1994年8月11日：台灣在1994已以中華台北名義就加入WTO進行談判。台灣願以發達经济体身份加入世貿，並需遵守發達經濟體的義務。[5]
- 1995年1月31日：在談判中，台灣初步承諾取消機車進口等貿易限制。[6]
- 2001年11月11日：世貿代表與台灣代表就機車的關稅與路權等保護主義措施，在多哈進行談判。其中，有會員國要求台灣取消150cc以上機車的進口限制。台灣方面承諾，將在入世六個月後取消150cc以上摩托車的進口禁令，屆時也將對700cc以上摩托車實施與國際標準相當的排放標準。中華台北代表承諾，摩托車上路限制一般僅適用於台灣的兩條主要跨島高速公路，對摩托車進入道路的限制不會成為市場准入的障礙。中華台北也答應在世貿組織成員的要求下，願意就道路進入限制及其影響進行諮詢。[7]
- 2002年1月1日：中华民国正式成為WTO會員國，150CC以上重型機車將於同年7月1日開放進口，同時中央政府附帶承諾「150CC以上重型機車未來之騎乘限制，一般僅限於現有兩條南北向主要高速公路」。[8]
- 2006年：美國總統行政辦公室下的美國貿易代表署，對於台灣對大型摩托車徵收的持續關稅和其他稅收，以及對摩托車進入高速公路的持續限制，表示憂慮。[9]
- 2009年：美國表示意識到台灣已在2007年11月1日開放550cc以上重機行駛快速道路，交通部亦要求公路局研究開放高速公路。美國仍爭取台灣降低進口小客車的30%關稅、250到500cc重機的18%關稅、與500cc以上重機的20%關稅。[10]
- 2012年：美國貿易代表署表示，雖然台灣公路局根據2009的可行性報告不開放高速公路行駛550cc以上重機，但中华民国立法院已在2011年修改條例允許550cc以上重機在指定時間與路段行駛大型重機，並將會在2012年開始宣布具體實施方案。[11]
- 2013年：美國貿易代表署在報告中提出，台灣公路局仍未批准任何550cc以上重機可行駛的高速公路路段。[12]

### 本地立法
- 2005年1月1日：因應加入WTO之附帶承諾，中華民國交通部為因應重機行駛高快速公路之路權開放課題，組成「大型重型機器腳踏車路權檢討規畫小組」，提報197次道安委員會議，開放試辦重機行駛台68線及台72線，為期六個月，並委請交通部運輸研究所與中華大學合作辦理「開放試辦大型重型機車行駛台68線及台72線省道快速公路之行駛問題分析與安全評估 （页面存档备份，存于）」，並於計畫開始五個月後提交期末報告。試辦一年後，試辦路段之重機行駛存在：超速比例較高、跟車距離較近等問題，經由交通部指示再延長一年，期間並繼續觀察評估其安全性。[13]
- 2007年1月3日：立法院交通委員會會議，會議紀錄重點摘要：前立法委員王幸男等50人提案修正道路交通管理處罰條例第92條，欲明確規定「汽缸排氣量550(-10)CC以下之大型重機除國道高速公路外；550(-10)立方公分以上之超大型重型機車可行使之路權與汽車不得有差別待遇」。意指重機應比照小型車路權，550CC以上可上高速公路，而250CC~550CC暫時不可上高速公路，漸進式、條件式開放機車路權。交通部表示：「查本部先前為因應加入WTO後開放150CC以上重型機車之進口與領照，且大院第四屆第一會期交通委員會會議議決議未來150CC以上（編按：對照前後文意此處應為以下，但會議記錄誤植為以上）重型機車不得行駛高速公路，......（先前）會議決議在『安全可獲得保障』及『風險可以有效控制』前提下，......開放試辦大型重機行駛台68線及台72線省道快速公路，......本部運研所亦配合辦理兩項研究計畫在案。」、「另據王委員幸男等人所擬具之草案內容，直接550CC以下之大型重機除國道外、550CC(-10)CC以上之超大型重機可行駛之路權與汽車相同」。此段交通部意指：交通部在加入WTO的時候就準備好將來以「安全可獲保障、風險可有效管理、漸進式、條件式」四項重點開放150CC以上重機路權（含部分普通重機與大型重機），故交通部表示已試辦行駛快速公路、要求運研所辦理兩項研究計畫，但卻同時表示須審慎檢討評估，建議委員會維持現行條文不做變更。[14]
- 2007年1月29日：時任中華民國總統陳水扁公布由中華民國立法院三讀通過的「道路交通管理處罰條例」修正條文，開放550CC以上大型重機比照小型車行駛及處罰規定，並得以行駛快速公路。同時附帶決議：1. 交通部應於本法施行後 6 個月內會同中華民國內政部完成本條例授權訂定之相關法令修正及配套措施，公告施行後開放大型重型機車行駛快速公路、道路。2. 交通部應於本法施行後 2 年內會同內政部完成本條例授權訂定之相關法令修正及配套措施，公告施行後評估開放 550CC 以上之大型重型機車行駛國道高速公路之可行性。3. 550CC 以上大型重型機車應比照汽車懸掛二面號牌。[15][16]
- 2007年4月：運研所發表期末報告「大型重型機車行駛各級道路之風險分析與管理措施研究 （页面存档备份，存于）」，內容表示基於試辦路段觀察時間有限與重機流量甚低，研究結果並不宜直接移植於市區道路與其他高流量之快速公（道）路；而路權進一步開放所可能衍生之安全風險與衝擊，一直是交通部對於路權開放與否的主要考量。有關大型重型機車的管理方式與標誌皆源自於此文獻，奠定了政府的政策至今。[17]
- 2007年4月23日：在一次「重型機車路權開放政策」公聽會之會議中，「中華民國摩托車運動協會 理事長 劉乃誠 鈞座」於公聽會之發言時，則發言「我們 反對二輪車上高速公路」等代表全國各縣市大型重型機車，反對二輪車上高速公路語句時，現場騎士車友代表則無任何人提出異議，由於現場有各類型重型機車協會騎士代表，並無任何人提出 異議或反對。
- 2007年5月2日：公路總局舉辦「研商『高速公路及快速公路交通管制條例』部分條文修正草案」會議，刪除「550CC以上重機行駛高速公路及快速公/道路禁止附載乘客」之規定，[18]並初步決議2009年2月1日起開放550CC以上重機可行駛高速公路。
- 2007年11月1日：交通部開放550CC以上大型重機行駛快速公路，由於國三甲為國道快速公路，故一併開放行駛。[19]
- 2010年3月24日：立法院印製關係文書「院總第756號」、「委員提案第9549號」與之1，立法委員王幸男等29人提案表示：「我國自開放550CC以上重機行駛快速道路後，兩年多來，無論重機騎士或汽車駕駛人於高速行駛狀態下，均能尊重彼此路權，互動經驗良好。......世界大多數國家的交通法規規定，機車騎士與汽車駕駛人行駛在道路上時，擁有同樣的權利與義務。除輕型機車不得使用高速公路與快速道路以外，大部分的國家對於持有正是駕照的機車駕駛人並未有路權上的限制。且目前許多國家意識到小汽車高度成長對於交通與環境造成相當大的衝擊，基於節能減碳的理由，反而鼓勵機車作為日常通勤交通工具使用。其於快速道路行駛之違規或肇事率並未高於一般汽車，顯見政府交通主管機關原先禁止大型重型機車行駛快速道路之理由，並非基於交通專業評估，而是對『機車』的根本成見與對於大型重型機車性能未能深入了解所作的不合理路權限制。至於現行條文本文規定：『禁止機器腳踏車行駛國道高速公路』，則是我國開放 150立方公分以上重型機車進口前不合時宜條文，世界大多數國家均無類似規定。長久以來，我國道路交通政策獨厚『汽車』，各級道路路權規定以及相關設施，均以『汽車』本位主義立場思考，對於其他交通工具或弱勢用路人之路權有根本成見與歧視。由於交通政策嚴重向汽車傾斜，在這種制度下生活的人們心目中，交通工具的使用與社會階層發生了關聯，自行開車的人是『上位者』，是政治上的正確、站在道理的一方；而騎機車的人就次一等了。『上位者』想什麼、做什麼都是對的，『次一等人』有任何不同意見主張都是不對的，於是四輪嘴臉就出來了。於是大型重型機車要求行駛高架快速道路如同過街老鼠人人喊打，反觀天天可見的汽車搶機車專用道卻不見有人嚴詞指責，可說是世界獨見的『車族隔離政策』。再根據交通部運輸研究所的研究，機車佔用的道路面積在停放時是小汽車的 15%、行進時則為 23%（參見交通部運研所『台灣地區機車交通管理政策之研究』），因此同樣使用機動車輛，每位機車族不管有意或無意，都為國家節省了極其可觀的道路面積。而機車的油耗也只有一般小客車的 1/2-1/4，因此機車族在無意中也為國家減少了許多能源消耗、石油依賴程度及二氧化碳發生量。無論基於節能減碳的環保理由或是節省道路使用面積的交通專業考量，政府主管機關都應該重新思考機器腳踏車在交通管理政策的定位。本席等認為，現行法禁止機器腳踏車行駛國道高速公路之規定，是政府交通主管部門對機器腳踏車既有成見下不合理的差別待遇，並非基於實際騎乘經驗以及交通管理專業制定的政策，現行法關於大型重型機車行駛路權相關規定均有修正之必要。」[20][21]
- 2011年10月20日：立法院交通委員會舉辦與交通部的會議，會議紀錄重點摘要：立法委員王幸男等人提案修正道路交通管理處罰條例第92條第2項，將「機車禁駛（應為會議記錄筆誤，應為禁止）行駛國道高速公路」修正為「250CC以下之機車禁止行駛國道高速公路」，即允許250CC以上重機可行駛高速公路，並將550CC以上重機行駛路權均可比照小型汽車之限制下修為250CC。交通部表示：「無條件全面允許所有大型重型機車可行駛高速公路，依本部民眾問卷調查及邀集專家學者、相關單位團體召開會議討論結果，現階段社會各界對無條件全面開放仍疑慮甚深，多數並不贊成。高速公路宜否開放大型重型機車，係為公共政策議題，現階段社會多數對無條件全面開放，雖仍有正反不同意見，但如採較嚴格駕駛人資格及行駛管理要求，並配套有條件開放行駛路段、時段之規定，且於『安全可獲保障』、『風險可有效控制』之原則下據以評估，應為現階段較具可行考量的方式；惟其車種仍應維持現行條例，並不宜開放所有種類之大型重型機車。......一般外界認為機車經常會發生且一肇生事故影響交通秩序及安全之行為，必須於條例外配套增訂其他條文（如增訂第33條之一等），規定期較重之處罰，使目前持反對意見之民眾或團體能正面看待認同及達確保行車安全之目的。」交通部意指無法接受立委單單修改92條全面開放，且表示外界認為全體機車駕駛人經常會發生事故，必須要新增更多與更重的罰則，期使反對團體能認同並確保行車安全。交通部對於550CC以上重機比照小型車降為250CC未持反對意見，尊重委員會審查討論。[22]
- 2011年11月8日：550CC以上大型重機由立法院三讀通過「道路交通管理處罰條例」修正條文並在11月23日總統公布，可由交通部於六個月後公告特別路段及時段開放行駛高速公路，並放寬門檻限制，開放250CC~550CC之大型重機可行駛快速公路。同時附帶決議：1. 公路主管機關應取消大型重機懸掛兩面牌之規定，於全面換發牌照時改掛一面牌。 2. 公路主管機關應於本法修正通過後 3 個月內，完成汽缸排氣量 550CC 以上大型重機行駛高速公路以及汽缸排氣量 250CC 以上大型重機路權比照小型汽車之駕駛執照考驗以及行駛規定等配套法規修正並公告之；相關之道路設施、交通號誌等工程應於配套法規公告後 6 個月完成，同時公告試辦行駛之路段與時段，並建請以國道 6 號 、國道 8 號及南二高新化以南段為優先試辦路段，同時預告開放通車時程，並請事先加強宣導。 3.現行世界大多數國家多無限制大型重機行駛高速公路，且允許附載座人，但考量未來汽缸排氣量 550CC 以上大型重機，得依交通部公告規定之路段及時段行駛高速公路之安全控管。本條例第九十二條修正通過後，交通部得規定汽缸排氣量 550CC 以上大型重機行駛高速公路，於規劃試辦期間不得附載座人。[23]
- 2012年7月1日：交通部開放250CC以上大型重機行駛快速公路（含國三甲國道快速公路），但交通部同時公告目前無開放550CC以上大型重機行駛於高速公路之時段與路段。且國道八號台南端～南133線平交路口路段為國道快速公路，至今也未公告開放。[24]

### 執行
- 2016年12月31日：立法委員林昶佐、蔡適應等人提案修正道路交通管理處罰條例第92條第2項，欲新增「交通部應定期以網際網路方式，公告『重型機車』得行駛之高速公路路段、時段及相關評估報告」入法。修正草案中提到，重機行駛國道相關法條已屬2011年11月8日通過修正之條文，並賦予交通部行政裁量權，認為立法院應責成交通部辦理重型機車行駛國道試辦，視成效與影響分階段逐步規劃可開放之路段與時段。草案並表示，從2011年至今，交通部僅開放國三甲台北至深坑端總長5.6公里路段（全線為國道快速公路，非高速公路），未進行其他路段之試辦，亦未進行道路設施、交通號誌等工程與其他相關配套規劃推動，僅進行三次民眾對開放重型機車行駛國道意向調查，未實際試辦以評估成效與影響，顯與附帶決議精神不符，恐有行政怠惰之虞。[25]。草案中並未明確化為「大型重型機車」，此處指的是50c.c.以上的所有重型機車。
- 2017年8月7日：網友在國發會公共政策網路參與平台提案「開放150cc機車路權」，於2017年9月13日附議完成，交通部預計2017年11月13日回應：「 有關提案人所提『開放150cc機車路權』之建議，經本部參酌各單位意見審慎考量後，就快速公路部分，現階段尚宜維持現行規定；至於涉地方政府道路交通工程配置規劃事宜部分，尚無需研修相關法規，本部將督同公路總局及各直轄市、縣（市）政府因地制宜檢討，以利道路配置上提供更友善的環境供不同族群用路人合理使用道路。」[26]

- 2020年2月21日，經台灣機車路權促進會等機車路權團體多年的陳情與該年2月11日時任交通部長林佳龍的表態，由公路主管機關辦理招標，針對「機車通行長隧道條件」委託季鈞管理顧問股份有限公司進行收集資訊、評估、召開公民工作坊。機促會主任劉成謙表示，摩托車行駛長隧道在全世界都有案例，希望此次工作坊能推進南迴改開放行駛大型重機的可能性。[27]而該工作坊結果爾後的確成為開放長隧道省道通行大型重型機車的重要里程碑之一。

## 爭議
- 2022年6月10日，ETtoday新聞雲報導，國內大型重型機車已突破20萬輛，大型重機車主爭取上高速公路逾10年，雖歷經兩次安全、違規等檢核，迄今數據上仍未獲得政府同意開放上國道，大型重機車主醞釀發起111年7月1日起至4日上高速公路爭取路權，高公局表示，目前尚未開放大型重機上國道主要是相關數據還沒有達到標準，目前考量因素包括實際檢核、民意調查、地方意見，目前檢核還沒有達到標準，大型重機相關表現並未優於小型車，但有進步，民調則是每年進行，民調結果顯示，仍有6成民眾不贊成開放大型重機行駛高速公路，另地方意見沒有支持，這些都是關鍵，故目前暫未同意開放大型重機行駛高速公路，今年底前也會再做一次民調，再依民調結果決定要不要再進行一次檢核。高公局表示，針對大型重機上國道，高公局都是採開放立場，但很多因素要考量，並非高公局能決定，要考慮大多數民眾意見，若大家對大型重機上國道支持，時機到了就會開放，針對7月上高速公路行動，呼籲大型重機不要違規上國道，除面臨3千到6千罰款外，會造成負面形象，也有行車安全疑慮。[28]
- 大型重機行駛國道遭警拘提事件，2024年3月16日，交通平權倡議YouTuber OWL貓頭鷹交通書、通勤者之歌與其友人，分別騎乘3部大型重型機車，由國道10號旗山端交流道駛入，並於國道10號西向33公里處避車彎停靠後，自行向國道第五公路警察大隊勤指中心報案誤闖，警方到場後，騎士表明願意依《道路交通管理處罰條例》第92條第7項第1款受領罰鍰處分，惟不接受不法強制拖吊。雙方於現場僵持4個多小時，騎士全程直播與警方爭執過程，期間警方為達成拖吊目的，合力將一人強拉下車，導致其腳部扭傷不適，隨後醫護人員獲報到場，評估診斷後將其抬上救護車送醫。最終，警方強制執行移置保管車輛，找來拖吊業者拖吊至保管場；而3名騎士繳納移置費用後，已將領回車輛。[29][30][31][32][33][34][35]2024年5月2日，台灣機車路權促進會粉絲專頁發文表示，OWL貓頭鷹交通書與通勤者之歌遭到國道警察第五大隊派員到住處逕行拘提，並扣押電腦主機、硬碟、記憶卡、手機等證物，案由是公共危險、妨害秩序、妨害公務。[36]同日下午11時16分台灣機車路權促進會更新消息，通勤者之歌交保，OWL貓頭鷹交通書無保請回。[37]